# Cám Du
Cám Du (chữ Hán phồn thể:贛榆, chữ Hán giản thể: 赣榆区) là một quận thuộc địa cấp thị Liên Vân Cảng, tỉnh Giang Tô, Cộng hòa Nhân dân Trung Hoa. Quận này có diện tích 1408 ki-lô-mét vuông, dân số 1,07 triệu người. Mã số bưu chính là 222100. Chính quyền quận đóng ở trấn Thanh Khẩu. Về mặt hành chính, quận này được chia ra các đơn vị gồm nhai đạo, trấn, hương.

## Các đơn vị hành chính
Cuối năm 2004, quận này có 18 trấn:
- Thanh Khẩu 92,80 km²，dân số 165024 người；
- Chá Uông 72,30 km²，dân số 51650 người；
- Thạch Kiều, Cám Du 73,43 km²，dân số 60429 người；
- Kim Sơn, Cám Du 70,00 km²，dân số 47420 người；
- Hắc Lâm, Cám Du 87,98 km²，dân số 42766 người；
- Lợi Trang, Cám Du 61,30 km²，dân số 34179 người；
- Hải Đầu, Cám Du 79,00 km²，dân số 79739 người；
- Tháp Sơn, Cám Du 84,98 km²，dân số 65236 người；
- Cám Mã, Cám Du 84,30 km²，dân số 82820 người；
- Ban Trang, Cám Du 90,48 km²，dân số 55710 người；
- Thành Đầu, Cám Du 66,70 km²，dân số 48511 người；
- Môn Hà, Cám Du 48,54 km²，dân số 35724 người；
- Thành Tây, Cám Du 45,27 km²，dân số 45299 người；
- Quan Đôn, Cám Du 79,00 km²，dân số 38816 người；
- Tống Trang, Cám Du 31,20 km²，dân số 26260 người；
- Sa Hà, Cám Du 131,56 km²，dân số 114645 người；
- Đôn Thương, Cám Du 47,44 km²，dân số 37749 người；
- La Dương, Cám Du 37.33 km²，dân số 35609 người.

Con số thống kê năm 2004.